# Biophilia
Biophilia (Biofilia, en español) es un proyecto musical y séptimo álbum de estudio de la cantante y compositora islandesa Björk. Fue lanzado el 5 de octubre de 2011 por Universal Music, posteriormente por las discográficas Polydor, One Little Indian, Smekkleysa y Nonesuch en otros países. El álbum tiene un concepto más etéreo que su último álbum, Volta (2007). Incluye estilos musicales como electrónica, minimalismo, wave etéreo y experimental. El álbum ha sido parcialmente realizado en un iPad y se ofreció como una serie de aplicaciones para este. Björk ha descrito el proyecto, como una colección multimedia que engloba música, aplicaciones, internet, instalaciones y espectáculos en directo. Biophilia es el primer «álbum de estudio de formato app» en el mundo, en colaboración con Apple.
Musicalmente, el álbum está estructurado como una especie de ópera instrumental etérea. Cada pista describe un tipo de fenómeno natural y cósmicos. El título es una representación general del sentido de conexión con la naturaleza y con otras formas de vida de carácter innato y producto evolutivo de la selección natural; responde a la pregunta: «¿Dónde se unen la música, la naturaleza y la tecnología?». Durante su desarrollo, Björk se presentó en varios espectáculos en vivo del Festival Internacional de Mánchester para comprobar la aprobación del proyecto musical.
Los críticos contemporáneos apreciaron positivamente el álbum llamándola «hipnótica», «voluntariamente extraña», «íntimo, festivo y hermoso», y «uno de los mejores registros y más difíciles de Björk». David Frickie de Rolling Stone comparó el concepto experimental del álbum con su «embrujada hermana digital» The Marble Index (1969) de la cantante alemana Nico.
Cuatro sencillos se ha lanzado del álbum. «Crystalline», el primer sencillo, fue lanzado el 27 de junio de 2011, y alcanzó el puesto número 29 en el UK Indie Chart. Los siguientes sencillos, «Cosmogony», «Virus» y «Moon», fueron únicamente digitales para ser distribuidos como aplicación para iPad y iPhone.

## Concepto
«Biophilia» para iPad incluirá una decena de aplicaciones por separado, todas alojadas dentro una aplicación «madre». Cada una de las pequeñas aplicaciones relacionará a una pista diferente del álbum, permitiendo a los usuarios explorar e interactuar con los temas de la canción o, incluso, hace una versión completamente nueva de ellas. También será una entidad cambiante que crecerá mientras las programas de lanzamiento del álbum aparezca, con nuevos elementos añadidos. Cada aplicación incluye un juego relacionado con la canción, la partitura, animaciones y ensayos musicales escritos por Nikki Dibben. Scott Snibbe, un artista interactivo, que fue encargado por Björk en el verano de 2010 para producir la aplicación, así como las imágenes de los shows en vivo (que combinará sus imágenes con las imágenes de National Geographic, mezclada en vivo desde iPads en el escenario), describe cómo Björk vio las posibilidades del uso de aplicaciones, no como algo separado de la música, sino como un componente vital de todo el proyecto.
Para una canción, «Virus», la aplicación incluirá un estudio muy cercano de células siendo atacadas por un virus para representar lo que Snibbe llama: «Una especie de historia de amor entre un virus y una célula. Y, por supuesto, el virus ama la célula que esta la destruye». El juego interactivo desafía al usuario para detener el ataque del virus, aunque el resultado es que la canción se detendrá si el jugador sale exitoso. Para oír el resto de la canción, los jugadores deberán dejar al virus continuar su curso. Usando algunas licencias artísticas, las células «moverán las bocas» a lo largo del coro. Esta determinación para fusionar diferentes elementos juntos, yuxtaponiendo un coro femenino de Islandia con pitidos e interrupciones de los pioneros de la música electrónica Matmos durante la gira de Vespertine, o uniendo cuerdas elevadas o ritmos accidentados en Homogenic, que «ayuda a explicar el poder y el éxito de las colaboraciones de Björk».

## Historia y grabación
La música de Biophilia apareció por primera vez en la aplicación para iPad Solar System. La aplicación, desarrollada por Touch Press y Faber and Faber y escrita por el autor Marcus Chown, es un libro electrónico con objetos 3D interactivos, películas, animaciones y diagramas basado en datos científicos reales, con imágenes de la NASA, la Agencia Espacial Europea y la Agencia Japonesa de Exploración Aeroespacial.
Las primeras grabaciones del disco se pudieron escuchar a principios del año 2011 en una aplicación para el iPad llamada Solar System donde podía escucharse tres minutos de música instrumental del proyecto. El director del coro Graduale Nobili, Jón Stefánsson, comunicó el 29 de marzo en björk.fr que había estado trabajando desde septiembre con Björk «grabando cinco canciones». El álbum se hace como respuesta a la pregunta «¿Dónde se unen la música, la naturaleza y la tecnología?». ya que Biophilia es nuestro sentido de conexión con la naturaleza y con otras formas de vida de carácter innato, y producto evolutivo de la selección natural. El 4 de junio de 2011 la cantante publica un pequeño extracto de una canción llamada «Crystalline» en un vídeo llamado Road to crystalline en la página web oficial. También publicó el mensaje vía Twitter y Facebook. Canción que junto a su aplicación iba a publicarse a finales de junio, pero que finalmente se vio retrasada y no coincidiría con el estreno mundial de la serie de conciertos en Manchester International Festival el 30 de junio, y que serviría de sencillo presentación del álbum.
Junto al anuncio de su nuevo material, la página de la cantante se renovó con un efecto interactivo de HTML5 que simula un mapa interestelar, y este venía acompañado de la tipografía conceptual de Biophilia. También se renovó la tienda y el foro oficial. Como parte del proyecto Björk envió un mensaje a través de su cuenta en Facebook:

hi , my name is Björk, I am opening up a new website on http://bjork.com/, it is the first stage of my biophilia project, we have been working really hard on it and are very excited by it, hope you like it, it includes an interactive universe in html5, all the warmth, björk
BjörkFacebook

hola, mi nombre es Björk, y estoy abriendo una nueva web en http://bjork.com/, es la primera etapa de mi proyecto biophilia, hemos estado trabajando duro en él y estamos muy emocionados con él, espero que les guste, incluye un universo interactivo en HTML5, con todo el cariño, björk
traducción del anterior

Según el diario New York Times el 22 de junio publicó que el sello discográfico Barclay Records tenía previsto el lanzamiento de Biophilia para el 26 de septiembre.

## Composición

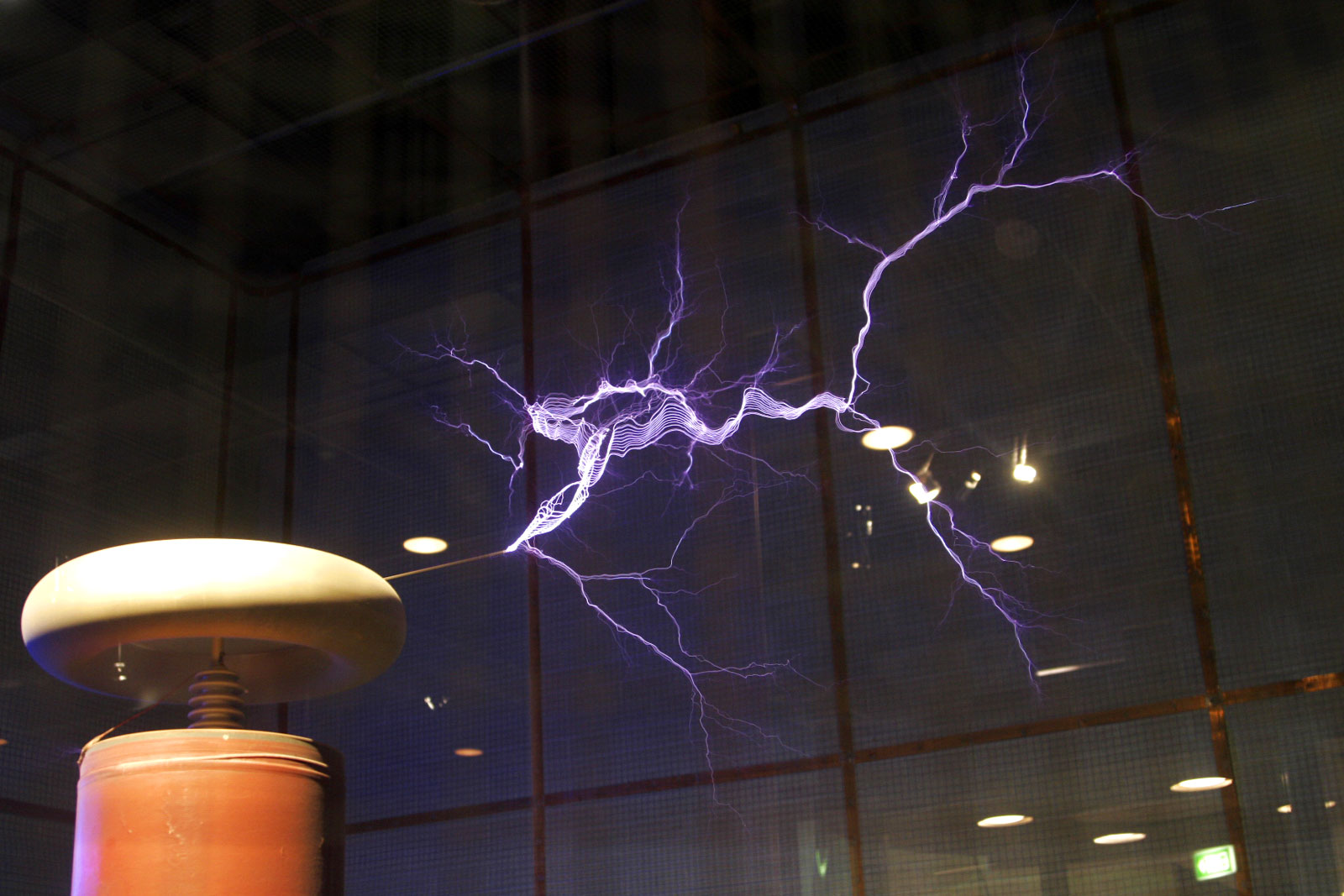
Instrumentos «especiales» fueron creados para el álbum. La bobina de Tesla es usado como un instrumento musical en la canción «Thunderbolt».

Björk ha revelado previamente que Biophilia ha sido parcialmente compuesto en un iPad. «Crystalline», el primer sencillo lanzado, es la canción más electrónica, que incluye una línea base continua de gameleste y ritmos electrónicos. Después del puente, la canción incluye un solo gameleste, y por consiguiente termina con una estruendosa sección de breakcore que usa el Amen break.
Nuevos instrumentos musicales fueron especialmente desarrollados para el álbum, y especialmente para los espectáculos en el Festival Internacional de Mánchester que toma lugar a mitad de 2011 para introducir al álbum. La bobina de Tesla fue usada como un instrumento musical de la canción «Thunderbolt». Un «gameleste», una mezcla de gamelan y celesta que fue programada en orden para ser controlado remotamente por un iPad, fue usado en varias canciones. Un grupo de péndulos fueron puestos juntos, creando patrones con sus movimientos, trasmitiendo los movimientos de la Tierra a los sonidos de un arpa. También utilizó para los conciertos el sistema Reactable, un programa de música que da una experiencia de composición «más física, tridimensional.»
Para la música, Björk explica que las canciones son una especie de fuentes de fenónemos. Por ejemplo, la canción «Moon» tiene un ciclo musical diferente que se repite a lo largo de la canción; la canción «Thunderbolt» contiene arpegios, inspirado en el espacio entre un rayo es visto y un trueno es oído; y en «Solstice», la contraparte hace referencia al movimiento de los planetas y la rotación de la Tierra, y los péndulos usados en la canción hacen un tributo al péndulo de Foucault.
La letra también presenta metáforas a esos fenómenos. «Dark Matter» incluye varias galimatías ya que los fenómenos de materia oscura son directamente «inexplicables». «Virus» describe «la fatal relación tal como la relación entre un virus y una célula, mientras Björk explica «Es como si tuviera a ese nuevo vecino que debería aprender a vivir con él»; «Solstice» presenta la relación en el efecto de gravedad en los cuerpos celestiales y en los seres humanos, y en «Hollow», Björk toma inspiración en sus «ancestros y ADN, que los suelos que se abre bajo nosotros, y puedes sentir a tu madre y su madre, y su madre, y su madre, y su madre en 30,000 años atrás. De repente, estás casi en ese túnel o ese tronco de ADN... Todos esos fantasmas vienen mientras terminan comenzando una canción de Halloween y una sentimiento gótico... Es como ser la parte de un collar eterno cuando sólo eres una cuenta en una cadena y una especie de pertenencia y ser parte de esto, y sólo es como un milagro...»
Björk también intentó romper el típico compás de 4/4. Por ejemplo, «Solstice» incluye 7/4 y 6/4 barras de tiempo; «Hollow», 17/8 barras de tiempo y «Mutual Core», 5/4 barras de tiempo.
Un mes antes del lanzamiento de álbum, la fecha fue atrasada debido a la temática conceptual del álbum. Según Björk, el álbum necesita tener más un «sentimiento en vivo» y un «cuerpo» más determinado que las versiones en las aplicaciones. Björk trabajo junto a su gran amigo Leila Arab en re-producir algunas canciones, añadiendo nuevos ritmos e incluso usar grabaciones en vivo del Festival Internacional de Mánchester en una canción del álbum.

### Colaboraciones
Para este nuevo trabajó Björk contó con varios colaboradores, como viene haciendo desde sus primeros álbumes. En una noticia publicada en Pitchfork Media el 17 de febrero de 2011 se adelantó una colaboración de Björk junto al cantante sirio Omar Souleyman, conocido por beber de fuentes arábigas y por el uso de sintetizadores y género dance en su música. Finalmente, esta colaboración se «materializaría» en un remix del sencillo de presentación «Crystalline» llamado «Omar Souleyman remix». Extracto que sería publicado por la propia Björk en formato vídeo en Vimeo. El sencillo se publicó en edición limitada de 12", CD, y en descarga digital. En el número junio de 2011 la revista musical Mondosonoro anunció una colaboración del artista El Guincho junto a Björk, poco se sabía hasta la fecha de esta colaboración, solo que posiblemente podría haber producido algún tema de Biophilia. El Guincho ya había trabajado en un tema de Björk, versionando «Cover me» de su álbum Post en un álbum tributo a la cantante y compositora islandesa. Con respecto a los conciertos de la gira en el MIF el percusionista y compositor Manu Delago anunció desde su página web que tocaría el hang, instrumento diseñado por PANArt, en la residencia de Björk.

## Carátula
La carátula principal de Biophilia está basada en una sesión de fotos realizada por el dúo francés M/M Paris y el dúo neerlanés Inez van Lamsweerde and Vinoodh Matadin.[cita requerida] En las fotografías, se puede ver a Björk con una peluca grande, naranja y enmarañada (simbolizando lava; un volcán en erupción que surge desde el cerebro), y un vestido marrón de la diseñadora holandesa Iris Van Herpen y ribeteado en dorado (representando lava en proceso de secado al contacto con el agua marina), el cual tiene un cinturón con forma de una pequeña arpa, diseñado por Three-as-Four.[cita requerida] Ella está parada contra un fondo absolutamente negro, mientras sostiene en mano un cristal naranja . La mayoría de las portadas están complementadas con pequeños diseños geométricos y blancos. En algunas fotos, Björk viste un vestido azul y rojo hecho de cintas y sin mangas con el cinturón arpista, y sosteniendo una geoda azul. La sesión de fotos inspiró el video de «Moon».[cita requerida]

## Promoción
Björk interpretó las canciones del álbum durante una serie de presentaciones en el Festival Internacional de Mánchester en Inglaterra entre el 27 de junio y el 16 de julio de 2011. Björk llamó a las interpretaciones una «meditación de la relación entre la música, naturaleza y la tecnología». Björk presentó las pistas de Biophilia y su música de su catálogo anterior con un pequeño grupo de colaboradores musicales, incluyendo Graduale Nobili, un coro femenino islandés. El show incluyó una gama de instrumentos especialmente concebidos y elaborados, entre ellos una bobina de Tesla, un tipo de transformador resonante que acepta la información digital y un péndulo que aprovecha la fuerza gravitacional de la Tierra para crear patrones musicales. Stephen Malinowski diseñó algunas animaciones que se muestran para el uso de Björk como un teleprompter, una animación también se proyecta para ser visto por el público. Las animaciones de Malinowski son también incluidas en la aplicación para iPad.
Björk presentará en el Bestival el 11 de septiembre. El comunicado de prensa afirmó que este será su único concierto al aire libre del año. Ella también programó ocho presentaciones durante el Festival Airwaves de Islandia en Harpa, Islandia desde el 12 de octubre al 3 de noviembre.
Una versión especial de la canción «Cosmogony» fue publicada para promocionar el álbum. Es una pieza instrumental para acompañar la aplicación Solar System para iPad. Este instrumental fue reproducida por los Wonderbrass, los artistas de metales que acompañaron a Björk en su álbum anterior Volta.
La colaboración entre Björk y Michel Gondry fue anunciada el verano de 2010, mencionado como un «proyecto muy ambicioso, una especie de musical científico». Björk misma dijo en su página web que esto «nos acercará a ambos, como los planetas, pero también nos acercará hacia los átomos. Y de esa manera, simpatizando estéticamente con sonido y cómo los sonidos se mueven y la física del sonido, y cómo las notas se comportan en una habitación... Es una especie muy similar de cómo los planetas y las cosas microscópicas trabajan».

### Edición final
La edición final de Biophilia incluye un cedé, un segundo disco con grabaciones exclusivas. El manual de Biophilia, que incluye fotografías, historias detrás de las canciones, partituras y letras; y una caja de madera con diez diapasones cromados, cada uno ajustados al tono de una canción de Biophilia, cubriendo una octava completa en una escala no convencional: hay dos diapasones que producen la misma nota y otro que es silencioso. La edición final es limitada a 200 unidades en todo el mundo, cada una numerada y hecha en orden, y cada libro de sencillo y paquete de diapasones podría ser producido una vez.

### Teasers
Antes de la publicación del álbum, Björk en su sitio oficial, fue publicando pequeños extractos de nuevas canciones o vídeos de instrumentos que utilizaría para el álbum Biophilia y los conciertos correspondientes: El 4 de junio de 2011, «Crystalline» pudo ser oído como un extracto en video titulado «Road to Crystalline», anunciando su publicación para el 28 de junio de 2011 en descarga digital. El 13 de junio de 2011, «Gameleste» pudo ser oído, mostrando un instrumento especialmente diseñado para Biophilia llamado gameleste. Finalmente, alrededor del 17 de junio de 2011, «Crystalline» (Omar Souleyman remix) se publicó como un extracto, anunciando la participación de Omar Souleyman para la remezcla de «Crystalline».

### Sencillos
«Crystalline» es el primer sencillo del álbum, lanzado el 27 de junio de 2011. El lanzamiento de la canción fue precedido por los tres teasers susodichos. El sencillo incluye las remezclas realizadas por Omar Souleyman, y Serban Ghenea, el cual fue filtrada en Internet el 25 de junio de 2011. Michel Gondry fue el encargado de dirigir el videoclip de Crystalline. Después lanzaría el video de Moon dirigido por la propia Björk en colaboración con Inez & Vinoodh, M/M París y James Merry a raíz de la app de la canción.
Hollow es de momento el último sencillo y videoclip que se ha lanzado de Biophilia, que ha dirigido el especialista en animación biomédica, Drew Berr.
Todas las canciones en Biophilia fueron lanzadas por iTunes como sencillos particulares juntos a una aplicación expansiva. El segundo sencillo de aplicación lanzado fue «Cosmogony», realizándose el 19 de julio. «Virus» y «Moon» serán lanzados el 9 de agosto y 6 de septiembre, respectivamente.

### Documental de acompañamiento
Como otro extra del álbum, Björk con ayuda de Pulse Films grabó un documental de noventa minutos sobre el proceso creativo tanto en el estudio como en los conciertos en directo, además incluía entrevistas y mostraba la relación entre la «música y el mundo natural». El documental se emitiría en la campaña de emisión de Biophilia.

## Interpretaciones en vivo
Desde la web oficial de Björk se enlazó a una noticia en la publicación Dazeddigital.com en la que se hablaba del nuevo proyecto musical de Björk calificándolo como «su mayor ambicioso proyecto hasta la fecha». El nuevo proyecto englobaría «su música, instalaciones y música en directo, y la celebración del uso de la tecnología moderna utilizando internet.» Björk intentaría explorar el funcionamiento del sonido y «la infinita expansión del universo, desde los sistemas planetarios hasta las estructuras atómicas.»
El estreno mundial de Biophilia se hizo en Mánchester durante una residencia de tres semanas —30 de julio de 2011 / 16 de julio de 2011—, dando seis conciertos íntimos en Campfield Market Hall dirigidos por Damian Taylor. En esta serie de conciertos Björk tocó «nuevas canciones de su próximo álbum» con un pequeño grupo de colaboradores especiales, como el coro femenino Graduale Nobili.
El día 29 de marzo de 2011, Björkspain.net anunció que «las entradas para el evento en Mánchester de Biophilia» se habían agotado.» Aunque desde la página oficial de la cantante se anunció a día 22 de junio de 2011 que aún quedaban algunas entradas para el concierto previo del 27 de junio en Mánchester, entradas a un precio de 29'50£.

## Recepción crítica
Biophilia recibió el aclamo de los críticos musicales. Según Metacritic, el álbum mantiene una calificación de 79 sobre 100, indicando «el aclamo universal», basado en 11 críticas profesionales. NOW magazine elogió el álbum con cinco perfectas estrellas: «Biofilia es uno de los mejores registros y más difíciles de Bjork, es una galaxia en todas sus lados, no es para los débiles de corazón». The Telegraph elogió el álbum con un total de 5 estrellas: «Es sorprendentemente accesible, hipnótica y hermosa si le entregas todo el tiempo y concentración». Entertainment Weekly también dio una crítica muy favorable (A-), declarando que la voz de Björk es «la mayor fortaleza de la cantante» y sigue siendo su brillante «recurso natural». Consequence of Sound le entregó 4.5 estrellas sobre cinco, diciendo: «A pesar que Biofilia no es fácil de escuchar, incluso desafiando a Bjork, las normas extrañas, no hay duda de algo que va a presentarse como uno de los álbumes más gratificante de su ilustre carrera». BBC dio su mayor elogio al álbum, con una crítica muy favorable: «Es un álbum fascinante confirmando que Björk puede deslizarse increíblemente de un silly string. Lo que se colocado antes de ella, ella puede darle vuelta a su favor, teniendo a su audiencia en un viaje que ningún otro artista es capaz de planearlo, y mucho menos emprender. En una sola palabra: increíble». Clash Music le dio una calificación de 9 sobre 10, y dijo: «Esta música realmente no necesita ningún escaparate, ya que es una buena colección de canciones desde que ella ha puesto su nombre en diez años». Paste Magazine declara que el álbum es un material sonoro es mucho que cualquier otro álbum, y «te hace pensar». allmusic le entregó cuatro estrellas sobre cinco, y dijo: «Educativo y emocional en una forma única y accesible, estas canciones son una parte preciosa de un panorama más amplio». Rolling Stone entregó 4 estrellas sobre cinco, y escribió una reseña favorable: «Cuando la voz sobrenatural de Björk se dispara en "Thunderbolt" diciendo "pidiendo milagros», el alma fácilmente triunfa sobre el software». Sputnikmusic valoró el álbum: «De las cenizas de Volta, un álbum que ocasionalmente se siente como la carrera asesina, ha venido un álbum de belleza incipiente, invención furiosa y una atmósfera cálida y atractiva», mientras The Observer declara: «Biophilia no es una cacofonía tratando de parecer demasiado inteligente. Al igual que el mundo natural del que se inspira, el álbum tiene una estructura y convención. Y ahí está siempre la anchura de la voz de Björk y sus palabras, que une fuerzas emocionales y procesos elementales». The Guardian le entregó 4 estrellas sobre cinco, y dijo: «Es ciertamente inquieto e innovador, pero Biophilia nunca se siente como un trabajo duro, por mucho papeleo que trata de convencerlo de que es así». Mojo declara que «incluso cuando cega a la audiencia con ciencia, aun así, la visión de Björk permanece remarcable». Q valoró el álbum diciendo que «Biophilia es una grabación maravillosa en el sentido más literal; se desborda con asombros».
musicOMH entregó 4 estrellas sobre cinco, y dijo: «Mientras que el contenido musical aquí es poco probable que impacte en sorpresa a los admiradores de Bjórk, verán su propio camino radical e individual con una convicción inquebrantable». Prefix Magazine estimó la música de la cantante: «En el corazón de ella, sin embargo, nos quedamos con lo que Björk ha estado haciendo para la mayoría de su vida: la música». The Phoenix dijo: «Crea. No viene con el tiempo para invertir, o el deseo de ser repetido muchas veces, y retirar esas capas ricas bien construidas». Slant Magazine dio una crítica orientada a lo mixto, diciendo: «Por mucho que las últimas cuatro o la mayoría de las pistas te hacen redimir lo que todo consideramos como un experimento fallido y muy formal en un paisaje sonoro de mucha teoría, el problema insoluble de Biophilia es que Björk ha elegido inflar lo que es finalmente uno de sus menores declaraciones musicales esenciales en proporciones espectaculares». Pitchfork Media consideró que el material «como innovador, hasta ella es vibrante», sin embargo, «como escritora suena cansada».
The A.V. Cub dijo que el álbum ha sido ejecutado con poca fuerza, pero ha sido concebido con mucha energía, «Biophilia no esculpe vacío; esto nada en ella». Under the Radar dijo que la mayoría de las pistas de Biophilia intentan «recuperar la gloria pasada de Björk», pero llegan a sufrir la «ingrávidez del espacio». Chicago Tribune entregó una crítica mixta al álbum, diciendo: «Sólo "Virus" conecta a la mejor manera que Björk puede, uniendo el optimismo fundamental y se preguntan subrayar este proyecto con la música que suena de otro mundo acogedor». The Independent dio una crítica mixta al álbum, entregando dos estrellas sobre cinco: «Los únicos elementos que juegan bien en la composición son los maravillosos arreglos corales que proporcionan la mayoría de los morteros que conectan la voz de Björk con los instrumentos».

## Lista de canciones
Cada canción tiene un subtítulo, anunciado en vivo en el Festival Internacional de Mánchester. Mientras algunos subtítulos se refieren a fenómenos físicos relacionados con la canción, otros quizás se refieren a recursos musicales también relacionados con esos fenómenos físicos.
| N.º | Título                                       | Escritor(es)                 | Duración |  |
| 1.  | «Moon» (Fase lunar, secuencia musical)       | Björk, Damian Taylor         | 5:45     |  |
| 2.  | «Thunderbolt» (Rayo, arpegio)                | Björk, Oddný Eir Ævarsdóttir | 5:15     |  |
| 3.  | «Crystalline» (Celda unidad)                 | Björk                        | 5:08     |  |
| 4.  | «Cosmogony» (Música de las Esferas, armonía) | Björk, Sjón                  | 5:01     |  |
| 5.  | «Dark Matter» (Escalas)                      | Björk, Mark Bell             | 3:22     |  |
| 6.  | «Hollow» (ADN, ritmo)                        | Björk                        | 5:50     |  |
| 7.  | «Virus» (Música generativa)                  | Björk, Sjón                  | 5:26     |  |
| 8.  | «Sacrifice» (Man and Nature, notación)       | Björk                        | 4:02     |  |
| 9.  | «Mutual Core» (Placas tectónicas, corteza)   | Björk                        | 5:06     |  |
| 10. | «Solstice» (Gravedad, contrapunto)           | Björk, Sjón                  | 4:41     |  |

| Pistas adiciones en paquetes digitales y ediciones japonesas |                                      |                  |          |  |
| N.º                                                          | Título                               | Escritor(es)     | Duración |  |
| 11.                                                          | «Hollow» (original 7-minute version) | Björk            | 7:08     |  |
| 12.                                                          | «Dark Matter» (with Choir & Organ)   | Björk, Mark Bell | 3:25     |  |
| 13.                                                          | «Nátturá»                            | Björk            | 3:49     |  |
| 14.                                                          | «The Comet Song» (Japan only)        | Björk, Sjón      | 2:13     |  |

| CD 2 Manual y de ediciones finales (en vivo de Mánchester) |                         |                              |          |  |
| N.º                                                        | Título                  | Escritor(es)                 | Duración |  |
| 1.                                                         | «Thunderbolt»           | Björk, Oddný Eir Ævarsdóttir |          |  |
| 2.                                                         | «Moon»                  | Björk, Damian Taylor         |          |  |
| 3.                                                         | «Crystalline»           | Björk                        |          |  |
| 4.                                                         | «Hollow»                | Björk                        |          |  |
| 5.                                                         | «Dark Matter»           | Björk, Mark Bell             |          |  |
| 6.                                                         | «Hidden Place»          | Björk                        |          |  |
| 7.                                                         | «Mouth's Cradle»        | Björk                        |          |  |
| 8.                                                         | «Virus»                 | Björk, Sjón                  |          |  |
| 9.                                                         | «Sonnets/Unrealites XI» | Björk, E. E. Cummings        |          |  |
| 10.                                                        | «Where is the Line?»    | Björk                        |          |  |
| 11.                                                        | «Mutual Core»           | Björk                        |          |  |
| 12.                                                        | «Cosmogony»             | Björk, Sjón                  |          |  |
| 13.                                                        | «Solstice»              | Björk, Sjón                  |          |  |
| 14.                                                        | «One Day»               | Björk                        |          |  |
| 15.                                                        | «Náttúra»               | Björk                        |          |  |

### Biophilia Remix Series
El 6 de marzo de 2012, Björk anunció a través de Pitchfork que una serie de remixes de ocho partes sería lanzado para promocionar Biophilia. La serie de remixes sería lanzado digitalmente, en cedé, vinilo y como una edición limitada en paquete cada dos semanas, empezando desde el 16 de abril de 2012.
| Biophilia Remix Series I CD/LP/descarga digital 1. «Crystalline» (Current Value Remix) – 5:02 2. «Solstice» (Current Value Remix) – 6:33 Biophilia Remix Series II CD/LP/descarga digital 1. «Sacrifice» (Death Grips Remix) – 4:19 2. «Thunderbolt» (Death Grips Remix) – 5:08 Biophilia Remix Series III CD/LP/descarga digital 1. «Cosmogony» (El Guincho Remix produced by Pablo Díaz-Reixa) – 6:21 2. «Virus» (Hudson Mohawke Peaches and Guacamol Remix) – 4:51 Biophilia Remix Series IV CD/LP/descarga digital 1. «Thunderbolt» (Current Value Remix) – 6:22 2. «Hollow» (Current Value Remix) – 7:20 | Biophilia Remix Series V CD/LP/descarga digital 1. «Thunderbolt» (King Cannibal Remix) – 8:06 2. «Dark Matter» (Alva Noto Remodel) – 5:48 Biophilia Remix Series VI CD/LP/descarga digital 1. «Mutual Core» (Matthew Herbert's Teutonic Plates Mix) – 5:10 2. «Sacrifice» (Matthew Herbert's Pins And Needles Mix) - 4:45 3. «Virus» (Matthew Herbert's Fever Mix) – 7:07 Biophilia Remix Series VII CD/LP/descarga digital 1. «Mutual Core» (16 Bit Remix) 2. «Hollow» (16 Bit Remix) |

## Posicionamiento en listas

### Semanales
| País              | Lista                         | Mejor posición |      |      |      |      |      |
| 2011              | 2011                          | 2011           | 2011 | 2011 | 2011 | 2011 | 2011 |
| ----------------- | ----------------------------- | -------------- | ---- | ---- | ---- | ---- | ---- |
| México            | Mexico Albums Chart           | 27             |      |      |      |      |      |
| Alemania          | German Albums Chart           | 14             |      |      |      |      |      |
| Australia         | Australian Albums Chart       | 48             |      |      |      |      |      |
| Austria           | Austrian Albums Chart         | 17             |      |      |      |      |      |
| Bélgica (Flandes) | Belgian Albums Chart          | 62             |      |      |      |      |      |
| Bélgica (Valonia) | Belgian Albums Chart          | 49             |      |      |      |      |      |
| Escocia           | Scottish Albums Chart         | 22             |      |      |      |      |      |
| España            | AFYVE                         | 12             |      |      |      |      |      |
| Estados Unidos    | Billboard 200                 | 27             |      |      |      |      |      |
| Estados Unidos    | Dance/Electronic Albums       | 1              |      |      |      |      |      |
| Estados Unidos    | Rock Albums                   | 8              |      |      |      |      |      |
| Estados Unidos    | Alternative Albums            | 5              |      |      |      |      |      |
| Estados Unidos    | Vinyl Albums                  | 6              |      |      |      |      |      |
| Estados Unidos    | Digital Albums                | 19             |      |      |      |      |      |
| Estados Unidos    | Tastemaker Albums             | 2              |      |      |      |      |      |
| Estados Unidos    | Top Album Sales               | 27             |      |      |      |      |      |
| Finlandia         | Top 50                        | 15             |      |      |      |      |      |
| Irlanda           | Irish Albums Chart            | 15             |      |      |      |      |      |
| Japón             | Japanese Albums Chart         | 18             |      |      |      |      |      |
| Noruega           | Norwegian Albums Chart        | 20             |      |      |      |      |      |
| Nueva Zelanda     | New Zealand Albums Chart      | 18             |      |      |      |      |      |
| Países Bajos      | Dutch Albums Chart            | 17             |      |      |      |      |      |
| Reino Unido       | UK Albums Chart               | 21             |      |      |      |      |      |
| Reino Unido       | UK Indie Albums Chart         | 3              |      |      |      |      |      |
| Reino Unido       | Album Downloads Chart Top 100 | 12             |      |      |      |      |      |
| Reino Unido       | Physical Albums Chart Top 100 | 22             |      |      |      |      |      |
| República Checa   | Czech Albums Chart            | 21             |      |      |      |      |      |
| Suiza             | Swiss Albums Chart            | 9              |      |      |      |      |      |

| Predecesor: Born This Way de Lady Gaga | Dance/Electronic Albums — Álbum N° 1 22 de octubre de 2011 — 29 de octubre de 2011 | Sucesor: Hurry Up, We're Dreaming de M83 |

## Historial de lanzamientos
| País           | Fecha                 | Discográfica               | Formato                       |
| -------------- | --------------------- | -------------------------- | ----------------------------- |
| Japón          | 5 de octubre de 2011  | Universal Music            | CD, LP, digital download, app |
| Países Bajos   | 7 de octubre de 2011  | Universal Music            | CD, LP, digital download, app |
| Polonia        | 7 de octubre de 2011  | Universal Music            | CD, LP, digital download, app |
| Alemania       | 7 de octubre de 2011  | Polydor                    | CD, LP, digital download, app |
| Irlanda        | 7 de octubre de 2011  | One Little Indian, Polydor | CD, LP, digital download, app |
| Reino Unido    | 10 de octubre de 2011 | One Little Indian, Polydor | CD, LP, digital download, app |
| Islandia       | 10 de octubre de 2011 | Smekkleysa                 | CD, LP, digital download, app |
| Francia        | 10 de octubre de 2011 | Universal Music            | CD, LP, digital download, app |
| Suecia         | 10 de octubre de 2011 | Universal Music            | CD, LP, digital download, app |
| Hong Kong      | 10 de octubre de 2011 | Universal Music            | CD, LP, digital download, app |
| Australia      | 11 de octubre de 2011 | Universal Music            | CD, LP, digital download, app |
| Italia         | 11 de octubre de 2011 | Universal Music            | CD, LP, digital download, app |
| Canadá         | 11 de octubre de 2011 | Nonesuch                   | CD, LP, digital download, app |
| Estados Unidos | 11 de octubre de 2011 | Nonesuch                   | CD, LP, digital download, app |
| Argentina      | 14 de octubre de 2011 | Universal Music            | CD, LP, digital download, app |
| Corea del Sur  | 14 de octubre de 2011 | Universal Music            | CD, LP, digital download, app |
| Taiwán         | 14 de octubre de 2011 | Universal Music            | CD, LP, digital download, app |